# Риба
 Тази статия е за групата животни.  За съзвездието вижте Риби (съзвездие).  
Рибите са първите гръбначни животни и са приспособени напълно към живот във водата. Имат източено тяло с вретеновидна форма, което улеснява движението им. Крайниците са перки и имат значение за равновесието, насочването и плуването. При повечето видове тялото е покрито с люспи, които го предпазват от нараняване. Като се изключи най-примитивната група (безчелюстните Agnatha), рибите имат в предната част на главата си двойка ноздри, освен това притежават и подвижни челюсти. Рибите имат непостоянна температура на организма и през целия си живот дишат с хриле. Сърцето има една камера и едно предсърдие. Рибите имат един кръг на кръвообращение.

## Таксономия
Рибите са парафилетична група, т.е. имат общ предшественик, но не включват всички негови потомци. Изключени са четирикраките животни (т.е. сухоземните гръбначни), които не са риби. В миналото са били обединявани в един таксон с латинско име Pisces, но днес то се използва само неофициално. Причината е не толкова парафилетичният характер на групата, колкото фактът, че разликите между безчелюстните и челюстноустните риби са по-големи от тези между челюстноустните риби и сухоземните гръбначни.
Рибите се класифицират в следните основни групи:
- Клас †Pteraspidomorphi Goodrich, 1909
- Клас †Thelodonti Jaekel, 1911
- Клас †Anaspida Traquair, 1899
- Клас †Cephalaspidomorphi Sepkoski, 2002
  - (без ранг) †Galeaspida Liu, 1965
  - (без ранг) †Pituriaspida Young, 1991
  - (без ранг) †Osteostraci Lankester, 1868
- Клас Myxini
- Клас Hyperoartia (Petromyzontida)
  - Petromyzontidae Risso, 1826 (миноги)
- Инфратип Gnathostomata Gegenbaur, 1874 (челюстни гръбначни животни)
  - Клас †Placodermi McCoy, 1848 (панцерни риби)
  - Клас †Acanthodii Owen, 1846
  - Клас Chondrichthyes Huxley, 1880 (хрущялни риби)
  - Надклас Osteichthyes Huxley, 1880 (костни риби)
    - Клас Actinopterygii Klein, 1885 (лъчеперки)
      - Подклас Chondrostei (Müller, 1844) (бахири, ганоидни риби)
        - Разред Acipenseriformes L.S. Berg, 1940 (есетроподобни риби)
        - Разред Polypteriformes Bleeker, 1859 (многоперкоподобни риби)

      - Подклас Neopterygii Regan, 1923 (същински лъчеперки)
        - Инфраклас Holostei Müller, 1846 (костни ганоиди)
        - Инфраклас Teleostei Müller, 1846 (висши костни риби)

    - Клас Sarcopterygii Romer, 1955 (ръкоперки)
      - Подклас Actinistia Cope, 1871 (целуканти)
      - Подклас Dipnoi J. P. Müller, 1844 (двойнодишащи риби)

Лъчеперките, ръкоперките и безчелюстните риби, въпреки привидното си сходство, в еволюционно отношение са много по-разделечени, отколкото земноводните от бозайниците, например. При хрущялните риби скелетът е хрущялен, няма хрилни капачета, устата е разположена коремно, липсва плавателен мехур. Повече от 90% от живеещите днес риби са костни. Тялото им е покрито с тънки костни люспи, наредени керемидообразно.
Рибите включват повече от половината от всички видове гръбначни животни. Днес са известни почти 28 хиляди съществуващи видове риби, от които около 27 хиляди са костни, 970 са хрущялни и около 108 са безчелюстни. Една трета от всички видове риби попадат в някое от деветте най-големи семейства – Шаранови, Попчета, Цихлиди, Харациди, Loricariidae, Balitoridae, Serranidae, Зеленушкови и Морски скорпиони. Около 64 семейства са монотипни, съдържащи само по един вид.

## Анатомия и физиология

### Кожа
С редки изключения тялото на рибите е обвито от кожа с люспи. Подобно на всички останали гръбначни кожата на рибите се дели на дерма и вроговен епидермис повърхностно. Жлези в епидермалния слой секретират мускусоподобен екстракт, който изпълнява защитна функция на кожата.
При формирането на люспите вземат участие както външните, така и вътрешните пластове на кожата. Хрущялните риби имат плакоидни люспи, които са хомоложни на зъбите при всички гръбначни. В устата плакоидните люспи се видоизменят в зъби при акулите и скатовете. Плакоидната люспа е съставена от дентин, който формира основата, а отвън е покрит с емайлоподобно вещество.
Костните риби имат няколко вида люспи. Ганоидните люспи са най-примитивни и се срещат при лъчеперките и есетровите риби. Формират се от костни пластинки, които са порити с пласт подобен на дентин, наречен ганоидин. Често такива люспи се сливат в общ защитен панцир – при семействата Polypteridae и Lepisosteidae.
При изкопаемите и съвременните ръкоперки и двойнодишащи риби се срещат космоидни люспи. Вътрешната им повърхност е обазувана от пласт космин (оттук идва и наименованието им), а върху него има дентин. Под космина се намира пласт гъбовидна кост. При съвременните видове риби с космоидни люспи дентиновият и костният слой постепенно се редуцират.
Люспите при същинските костни риби се наричат еласмоидни и се делят на ктеноидни (зъбчати) и циклоидни (закръглени). За разлика от плакоидните и ганоидните люспи еласмоидните са разположени така, че предните частично да покриват основата на задните, а самите люспи са тънки костни пластинки.

### Окраска
Окраската според начина на живот може да бъде защитна или предупредителна. Тя се влияе от: светлината – при силна светлина става по-ярка; топлината – тропическите видове имат по-ярки цветове. Освен окраска, като средство за защита някои видове имат остри шипове, други произвеждат електрически ток. Някои видове имат светещи органи за размножаване. Повечето риби не полагат грижи за поколението си.

### Дишане
Повечето риби обменят газове с околната среда, като използват хриле, разположени от двете страни на гърлото им. Хрилете се състоят от множество нишки, съдържащи мрежа от капиляри и създаващи голяма контактна площ, през която се обменя кислород и въглероден диоксид. Това става, като рибата засмуква през устата си богата на кислород вода и я прекарва през хрилете, които извличат от водата кислород и я изхвърлят през странични отвори на гърлото. При повечето видове тези отвори са покрити със защитно хрилно капаче.
Много риби могат да дишат въздух с помощта на различни механизми. Кожата на някои змиорки може да абсорбира кислород, а при електрическата змиорка това става в устната кухина. Някои видове от семействата Loricariidae, Callichthyidae и Scoloplacidae абсорбират въздух в храносмилателната си система. Двойнодишащите и многоперкоподобните имат чифт бели дробове, подобни на тези при четирикраките животни, и могат да излизат на повърхността и да поемат въздух през устата си, изхвърляйки използвания въздух през хрилете. Плавателният мехур на Lepisosteidae и Amiidae може да действа по същия начин. Oxudercinae могат да абсорбират кислород през кожата си, подобно на жабите.
Някои риби са развили допълнителни дихателни органи, с които извличат кислород от въздуха. При лабиринтовите риби такъв е лабиринтовия орган, разположен над хрилете. Някои други групи, като змиеглавите, Luciocephalidae и Clariidae, имат подобни на лабиринта по форма и функции органи.
Дишането на въздух е от най-голяма полза за риби, обитаващи плитки води със сезонно променливо ниво, където съдържанието на кислород във водата се променя през определени сезони. При такива условия рибите, зависими изцяло от разтворения във водата кислород, бързо се задушават, докато дишащите въздух оцеляват много по-дълго, в някои случаи дори във вода, която слабо се различава от мокра кал. В най-крайните случаи дишащите въздух риби могат да оцелеят със седмици без вода заровени във влажни дупки, изпадайки в естивация до връщането на водата.
Дишащите въздух риби могат да бъдат разделени на две групи – задължително и незадължително дишащи въздух. Задължително дишащите въздух, като Protopterus, трябва периодично да приемат въздух, за да не се задушат. Незадължително дишащите въздух, като Hypostomus plecostomus, дишат въздух при възможност, но могат да разчитат и на хрилете си. Повечето дишащи въздух риби са незадължително дишащи, което им дава възможност да не излизат често на повърхността, изразходвайки енергия и излагайки се на риск от нападение на живеещи извън водата хищници.

### Кръвообръщение
Рибите имат един кръг на кръвообращение и двукамерно сърце. Кръвоносната система е от затворен тип, като пренася кръвта от сърцето през хрилете до тъканите. За разлика от останалите гръбначни сърцето не е приспособено да разделя артериалната от венозната кръв, дори и частично. Структурно сърцето представлява серия от последователно разположени камери, запълнени с венозна кръв: венозен синус, предсърдие, стомахче и артериален конус. Камерите на сърцето са разделени с клапи, които позволяват на кръвта при съкращението на сърцето да се движи само в една посока (от венозния синус към артериалния конус), но не и обратно.

### Храносмилане
Храната се улавя и задържа от конични зъби в устата. Оттам преминава към глътката и през хранопровода попада в стомаха. Тук се подлага на обработка от ензими, които са съставна част от стомашния сок. След това навлиза в червата, където допълнително се обработва от ензими, отделени от черния дроб и панкреаса. Накрая през ануса или клоаката под формата на изпражнения се изхвърля навън.
За рибите е характерен широк спектър от обекти за консумация и методи на хранене. Те могат да бъдат разделени на растителноядни, хищни, детритофаги и всеядни. Растителноядните риби могат да се хранят както с микро-, така и с макроводорасли и други водни растения. Някои са специализирани за хранене с планктон като го филтрират посредством специализирани хрилни тичинки, разположени на хрилните дъги. Хищните риби се хранят също с широк спектър от гръбначни и безгръбначни животни. Китовата акула се храни, като филтрира зоопланктон. В менюто на хищните риби влизат ракообразни, мекотели, червеи и други риби. Сред най-специализираните хищни риби се тези, които са се специализирали да паразитират върху други риби. Много видове риби могат да променят хранителните си предпочитания на различни етапи от своя жизнен цикъл.

### Отделяне
Следствие на живота във водна среда възникват редица проблеми, свързани с осморегулацията при рибите. Проблемът е еднакъв както при пресноводните, така и при соленоводните риби. За всички риби е присъщо осмотичното налягане, показатела на който е по-нисък (соленоводни риби) или по-висок (сладководни риби), отколкото осмотичното налягане във външна среда. Хрущялните риби имат изоосмотично налягане, но за сметка на това концентрацията на солите е малко по-ниска от тази в окръжаващата среда. Изравняването на осмотичното налягане се достига благодарение на повишеното съдържание на урея и триметиламиноксид (ТМАО) в кръвта. Поддържането на ниска концентрация на соли в организма на хрущялните риби се осъществява благодарение на отделянето на соли от бъбреците и от специализирана ректална жлеза, която е част от храносмилателния тракт. Ректалната жлеза концентрира и извежда навън както йоните на натрия, така и хлоридните йони от кръвта и тъканите на организма.
Костните риби за разлика от хрущялните не са изоосмотични. Поради тази причина те са изградили еволюционни механизми, които позволяват да се задържат или отделят йони. Така например морските костни риби, които имат ниска концентрация на йони спрямо окръжаващата ги среда непрекъснато отделят вода. Тези загуби на вода се компенсират от пиенето и филтрацията на солена вода. Йоните на натрия и хлора се извеждат с помощта на кръвта през хрилете. В същото време йоните на магнезий и сулфатните анйони се изхвърлят от организма през бъбреците. Пресноводните риби се сблъскват с противоположен проблем, поради по-ниската концентрация на соли във водата. Осмотичното налягане при тях се изравнява благодарение на залавянето на йони от водата посредством хрилете и отделянето на повече амоняк от организма.

### Сетивна и нервна система
Главният мозък при рибите и прието да се разделя на три големи части: преден, среден и заден мозък. Предният мозък се състои от краен и междинен мозък. На ростралната част на крайния мозък се намират обонятелните луковици, които получават сигнали от обонятелните рецептори. Обонятелните луковици обичайно са увеличени при рибите, които активно използват своето обоняние (например акулите).
Гръбначният мозък се намира в гръбначен канал, образуван от наслагването на нервните дъги на прешлените по протежение на гръбначния стълб. Аналогично на миомерите и при гръбначния мозък е характерна сегментация. Във всеки сегмент сензорните неврони влизат в гръбначния стълб посредством дорзални връзки, а двигателните неврони навлизат вентрално.
Очите при рибите наподобяват по строеж очите на останалите гръбначни животни. Главната особеност при тях е, че за фокусиране на предметите рибите не променят формата на лещата, а я приближават или отдалечават от роговицата. Структурата на ретината е разнообразна и зависи от дълбочината, която обитава видът. Дълбоководните видове са приспособени да възприемат светлината предимно от червения спектър, а рибите, които обитават по-повърхностни води възприемат по-широк спектър на светлина.
Обонянието и вкусът позволяват на рибите да се ориентират за химическия състав на водата, която обитават.
Вътрешното ухо при хрущялните и костните риби се състои от две камери, във всяка от които се намират отолити, и три полуокръжни канали, разположени в три взаимно перпендикулярни плоскости. Главен кожен сетивен орган е т. нар. странична линия – серия от механорецептори по страничните повърхности на тялото. Вътрешното ухо е предимно орган на равновесието, но възприема и звук. Нискочестотни звуци се долавят и чрез страничната линия.

### Скелет и мускулна система
Опорно-двигателната система при рибите позволява извършването на движения на тялото и определяне на положението му в околата среда. При кръглоустите и хрущялните риби вътрешният скелет е изцяло хрущялен (макар че хрущялните риби образуват костно вещество – дентин – в зъбите и люспите си), а при костните риби е вкостен в различна степен. За разлика от сухоземните гръбначни, при които черепът е представен от редица срастнали помежду си кости, този при костните риби е представен от повече от 40 костни елементи, които могат да се движат независимо и не са сраснали. Това позволява удължаване и разширяване на челюстите, отпускане на хрилния апарат и дъното на устния апарат. Подвижните кости са съчленени помежду си в областта на неврокраниума (мозъчния череп), където е поместен главният мозък.
Лицевият череп е изграден от чифтни фарингеални дъги. Костните и хрущялните риби имат челюсти, изградени от първата фарингеална дъга. Втората дъга се нарича хиоидна и свързва челюстите с мозъчния череп. Следващите дъги служат за опора на хрилете и се наричат хрилни. При някои костни риби последните хрилни дъги се видоизменят в т.нар. глътъчни челюсти, които могат да носят и зъби.
Движението на тялото при плаване на рибите се осъществява от перки. Те биват чифтни – гръдни и коремни и нечифтни – гръбен, анален и опашна. При костните риби те имат костна основа, а при хрущялните – хрущялна. Мускулите, които движат перките, могат да ги изпъват или свиват, а трети да променят ориентацията на перката или да генерират вълнообразни движения. Опашната перка, която при повечето риби е най-важна за движението, се поддържа от набор специализирани плоски костици (уростил и други) и свързани с нея мускули, повечето от които идват от тялото. В зависимост от съотношението на горната и долната си половина опашните перки биват: хомоцеркни (когато двете половини имат еднакви размери, при повечето костни риби) или хетероцеркни (когато едната част, обикновено горната е по-голяма от долната. Характерни са за акули, скатове и есетрови риби.).
Гръбначният стълб при рибите се състои от отделни неспециализирани в отдели прешлени. Те се наричат амфицелни, а между тях се намират хрущялни пластини. Над тялото на прешлена се намира чифт неврални дъги, които защитават гръбначния мозък, образувайки канал. От прешлените в гръдната част излизат чифтни ребра. В опашния отдел липсват ребрени израстъци, но за сметка на това успоредно с нервния канал се движи и съдов, в който са поместени опашната артерия и вена.
От двете страни на гръбначния стълб излиза съединителнотъканна мембрана, наречена хоризонтална септа. Разделя мускулите на тялото на дорзална (горна) и вентрална (долна) част, наречени миомери.
Плуването на рибите се осъществява чрез съкращение на мускулатурата, която е свързана с гръбначния стълб със съединителна тъкан. Миомерите имат конусовидна структура и са разделени от съединителнотъканни преградки, наречени миосепти. Съкращението на миомерите изпъва сухожилието, което се предава на гръбначния стълб. Така се пораждат вълнообразни движения на тялото или само в опашната част.
Мускулатурата при рибите и представена от два типа. „Бавните“ мускули осигуряват движение при спокойно плуване. Те се оксидират бавно и съдържат много миоглобин, който обуславя и техния червен цвят. Метаболизмът в тях се осъществява благодарение на оксигенация на хранителните вещества. Благодарение на постоянното насищане с кислород червените мускули могат дълго да работят без да се уморяват. За разлика от тях „бързите“ бели мускули се характеризират с гликолитичен метаболизъм и са способни на бързо и внезапно съкращение. Те осигуряват внезапните движения на тялото, но за сметка на това бързо се уморяват.
Освен двигателна мускулатурата изпълнява и други функции при различни видове риба. Така например при представителите на семейство Scombridae благодарение на активността на мускулатурата кръвта се затопля и така температурата на мозъка се поддържа по-висока, отколкото в други части на тялото. По този начин се улеснява уловът на калмари в дълбоките студени води.
Електрическият ток, генериран от съкращението на мускулите при представителите на род Mormyrus се използва като комуникационен сигнал. Електрическите скатове произвеждат ток от специализирани мускули, като го използват за поразяване на други животни. Модификацията на мускулните клетки за изпълнение на функция, наподобяваща на батерия възниква н еволюционно отношение нееднократно.

### Размножаване
Повечето риби са разделнополови. При някои видове представителите на двата пола могат да се различават съществено – полов диморфизъм. Появяват се характерни вторични полови белези, обикновено при представители от единия пол (в повечето случаи при мъжките), появяват се при полово съзряване и се интензифицират през брачния сезон. Вторичните полови белези могат да се проявят по различен начин – разлики в размерите на тялото, части от тялото (например, удължени плавници), строежа на тялото (например, израстъци по главата), разположение на зъбите, окраската на тялото.
При някои видове риби полът може да се промени през живота на индивида. Промяната може да се получи както от мъжки представители да се превърнат в женски, така и от женски да се превърнат в мъжки. Промяната на пола става случайно или последователно. Последователната промяна на пола е в случаи, когато индивиди от един вид се превръщат последователно от мъжки в женски или обратно в различни етапи от своя живот. Съществуват две форми на последователна промяна на пола – протоандрия и протогения. Протоандричните хермафродити са екземпляри, които в началото на своя живот са мъжки, а на по-късен етап се извършна анатомична и физиологична промяна на половата система и се превръщат във функционални женски. Такава форма на преобразуване на пола е широко разпространена при представители на семейство Serranidae. Всички представители на семейство Зеленушкови стават протогенични хермафродити – всички самци на етап от живота си се превръщат в женски. В това семейство смяната на пола се влияе от различни фактори на околната среда или от социалните отношения в популацията. Социалната структура сред тах се заключва в образуването на хареми, които се състоят от няколко женски и един едър мъжки. Групата е структурирана по размери, а мъжкият е винаги на върха на йерархията. Ако една от женските напусне групата нисшите по ранг се изместват с едно стъпало напред. Ако мъжкият умре, най-едрата самка заема неговото място и агресивно започва да пази харема, като отпъжда мъжките от други хареми. Ако женската запази своите позиции и мъжки от съседни хареми не успеят да присъединят към своя осиротял харем, то тя започва да демонстрира поведение на мъжки. След около 14 дни половата система на женската се изменя и започва да продуцира мъжки полови клетки.
В таксоните, където половата принадлежност е обусловена от социалната структура, процесът на промяна на пола широко варира. Така един индивид може да смени няколко пъти половата си принадлежност.
Случайните хермафродити продуцират едновременно яйцеклетки и сперматозоиди. При някои от тях е възможно самооплождане. Известни са само три вида от разред Cyprinodontiformes, които функционират като самооплождащи се хермафродити. Двата вида са от род Cynolebias, а другият е видът Rivulus marmoratus. При това последният има способност и за вътрешно самооплождане. По-обичайна форма на случаен хермафродитизъм се наблюдава при представителите на родовете Hypoplectrus и Serranus и семейство Percidae. Тези риби са способни да произвеждат двата вида полови клетки, но не едновременно.
Партеногенезата, макар и крайно рядка при гръбначните, се среща при няколко вида риби. При него малките се развиват от неоплодени яйца. Известен е и вариант, при който женските са в компания на мъжки от друг вид. Те отделят яйца, а мъжкия съответно сперма. При достигането на сперматозоида до яйцето, той не бива пропускан вътре в него. Контактът със сперматозоида обаче е стимул за яйцеклетката, която започва да се дели. Така новото поколение ще бъде представено само от женски, които са генетично идентични с майката.

#### Развитие на зародиша
При рибите съществуват три типа развитие на ембриона: яйцеснасяне, яйцеживораждане и живораждане.
Яйцеснасянето се изразява в освобождаване на мъжки и женски полови клетки във водната среда. Тук се извършва и оплождането. То може да се извърши и в женската, но веднага след това самките снасят яйцата в околната среда. При развитието на ембриона се черпят хранителните ресурси от жълтъка на яйцето.
При яйцеживораждането през цялото време оплоденото яйце се намира в организма на женската. Оплождането също е вътрешно. Въпреки това обаче майката не отделя допълнителни хранителни вещества за развитието на ембриона, а само служи за защита. Ембрионът се развива от хранителните вещества налични в яйцето. При нарастването малките се излюпват в майката и бързо излизат извън нея. Най-известната група риби, за които е характерна тази форма на размножаване е Poeciliidae. Латимериите са също яйцеживораждащи.
Живораждането много наподобява на предната форма с тази разлика, че между яйцето и майката възниква плацентарна връзка или контакт с кръвообращението на майката. Така ембрионът получава хранителни вещества от майката. Най-обичайна е тази форма при представителите на семействата Goodeidae и Embiotocidae.

#### Грижа за поколението
Грижата за потомството е нехарактерна черта за рибите. Обикновено родителите отлагат яйцата в по-тихи води, където потомството да намира по-лесно хранителни вещества за растеж. Такива са приливно-отливните зони, плитки заливи, в близо до устията на реките или в езера.
Мъжкият от Spinachia spinachia изгражда своеобразно гнездо от водорасли, които ги прикрепя едно за друго с помощта на специален секрет. След това женската хвърля хайвера. След оплождането му мъжкият остава да пази потомството.

## Начин на живот

### Среда на живот
Водната среда има някои особености, които са се отразили върху строежа и живота на рибите. Повечето животни от този клас се придържат към вода с определена соленост. Изключение правят някои видове, например представителите на семейство Есетрови —
те периодично сменят местообитанието си, като преминават от сладка в солена вода и обратно, при което могат да понасят големи промени в солеността на водата. Такива риби се наричат проходни. Освен солите, важни за живота на рибите са различните количества на разтворените във водата органични вещества. Сладките води са винаги по-богати на органични вещества, но ако концентрацията им надхвърли определена граница, започват процеси, които водят до намаляване концентрацията на кислорода (О2), а после и до образуване на сероводород (Н2S) и водата става негодна за обитаване. Друго важно качество на водата е съдържанието на газове и най-вече на О2, което е необходим за дишане. Водата поема кислород от атмосферата и от водните растения, когато те фотосинтезират. Количеството на газовете зависи и от температурата. Пъстървата и мряната живеят в горните течения на реките, където температурата е по-ниска и водата е по-богата на О2. В средното течение се срещат кефал, скобар уклей, а в долното – шаран, сом. В прибрежната зона на моретата се срещат морски риби с вретеновидно тяло, силни перки, плавателен мехур. Те са добри плувци, окраската им е най-често тъмна на гръбната и млечно бяла на коремната страна.

### Хранене
Докато са малки, почти всички риби са планктоноядни (малка част от сладководните са тревопасни). В зряла възраст някои видове се хранят с планктон, други са месоядни, трети – тревопасни (например скобар), има и всеядни. В зависимост от начина си на хранене различните риби са изработили редица приспособления. При хищниците в предната част на главата са се развили ударни и мечовидни челюсти. При някои дънни форми устата е разширена и удължена като лопатка, за разравяне на дъното.

## Екологични особености
Основната среда за живот е водата на планетата, която заема огромни пространства. Около 361 млн. km², или 71% от цялата повърхност на земното кълбо е заето от морета и океани и 2,5 млн. km² са заети от вътрешни водоеми. Рибите са разпространени от високопланински водоеми на височина повече от 6000 m над морското ниво до най-голямата дълбочина на Световния океан (11 034 m). Рибите се срещат от полярни до тропически води.
Днес рибите са господстващата група във водните биоценози. Заедно с китоподобните те са последното звено в хранителната верига. Те са приспособени към различни условия на живот във водната среда:
- Биотични фактори – това са живите организми, живеещи сред рибите и встъпващи с тях в различни взаимоотношения.
- Абиотични фактори – това са физикохимичните свойства на средата на обитание. Към най-важните от тези фактори се отнасят температурата на водата, солеността, съдържание на газове в нея и други.

Според мястото на обитание рибите се делят на морски, пресноводни и проходни риби.
Според начина на живот рибите се делят на няколко екотипа:
- литорални – обитават прибрежните зони.
- пелагични риби – обитават дълбоки води.
- дънни – обитават дъното на водоемите.

Много видове риби се използват от хората с цел отглеждането им в неволя. Те са ценни за акваристиката, а в много от случаите в аквариумни условия се отглеждат редки и изчезващи видове.